# 小林千秋
小林 千秋（こばやし ちあき、1900年（明治33年）11月 - 1949年（昭和24年）7月）は、日本の内務官僚。官選県知事。

## 経歴
東京府出身。小林龍三郎の長男として生まれる。第一高等学校を卒業。1925年11月、高等試験行政科試験に合格。1926年、東京帝国大学法学部政治学科を卒業。内務省に入省し土木局属となる。
以後、内務省復興局勤務、福島県地方事務官、兵庫県地方事務官、内務省社会局事務官、同省地方局事務官、同局監督課長、同局財政課長、大臣官房会計課長などを歴任。
1944年8月、和歌山県知事に就任。県立医学専門学校の設立、東南海地震・和歌山大空襲の救援活動に尽力。1945年10月、三重県知事に転任。1946年1月25日、公職追放となり知事を辞し退官した。
その後、映画会社スバル興業顧問を務めた。